# Bergängsfly
Bergängsfly, Blepharita amica, är en fjärilsart som beskrevs av Georg Friedrich Treitschke 1825. Bergängsfly ingår i släktet Blepharita och familjen nattflyn, Noctuidae. Enligt den finländska rödlistan är arten sårbar i Finland. Arten förekommer tillfälligt i Sverige, men reproducerar sig inte. Artens livsmiljö är parker, gårdsplaner och trädgårdar. Inga underarter finns listade i Catalogue of Life.

## Bildgalleri

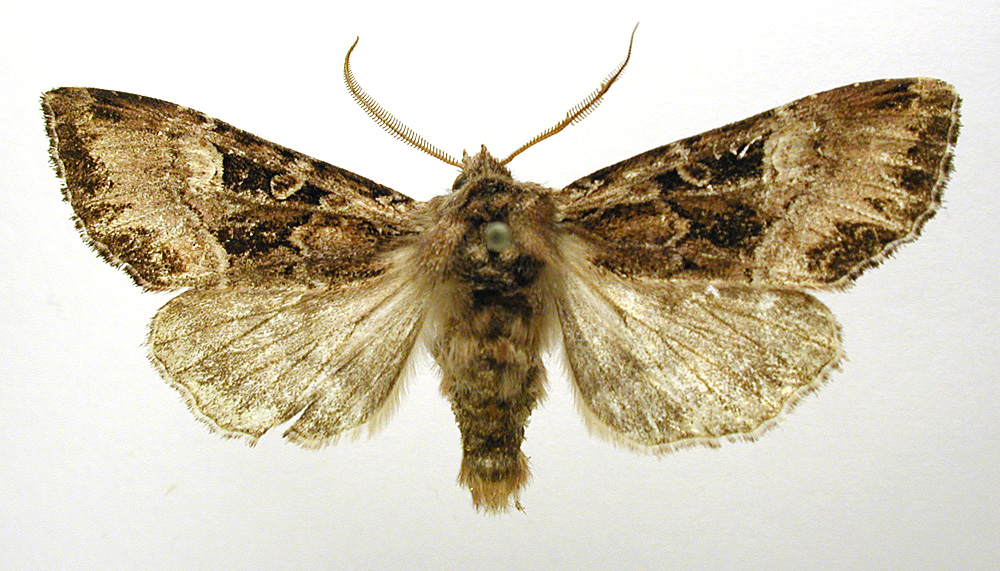